# Нэшвилл (сезон 2)
Второй сезон американского драматического телесериала «Нэшвилл» стартовал на канале ABC 25 сентября 2013 года и завершился 14 мая 2014 года. Сериал создан лауреатом премии «Оскар» Кэлли Хоури, и продюсируется ею при участии Эр Джея Катлера, Ди Джонсон, Джима Пэрриота, Стива Бюкхэннана и Конни Бриттон. В центре сюжета находится индустрия кантри-музыки, и две певицы: Рейна Джеймс в исполнении Конни Бриттон, и Джульетта Барнс (Хайден Панеттьер). Помимо двух ведущих героинь в сериале присутствует актёрских ансамбль из более десятка основных регулярных и приглашенных актёров, появляющихся в каждом из эпизодов сезона.

## Производство
10 мая 2013 года ABC продлил сериал на второй сезон. Позже было объявлено, что второй сезон будет разделен на две части, первые двенадцать эпизодов будут показаны до нового года, после чего сериал уйдет на перерыв вплоть до 26 февраля 2014 года. «Нэшвилл», наравне с четырьмя другими мыльными драмами канала («Скандал», «Месть», «Однажды в сказке» и «Анатомия страсти»), переходит таким образом в телесезоне 2013-14 годов на новый формат вещания, из двух блоков, транслирующихся практически без перерывов. В ходе производства сезона между каналом и продюсерами возникли разногласия, так как ABC хочет богатую мыльную оперу, а создатели наоборот, реалистичную драму об музыкальном закулисье.
В ходе производства сезона Крис Кармак, Леннон Стелла и Мэйси Стелла были повышены до основного состава, а Пауэрс Бут и Роберт Рэй Уиздом в свою очередь были освобождены от контрактного статуса и понижены до гостевого статуса. Создатель сериала Кэлли Хоури объяснила решение понизить двоих актёров тем, что политическая сюжетная линия первого сезона не нашла отклика у зрителя и необходимости в актёрах на регулярной основе более нет. Обри Пиплз и Чалей Роуз летом 2013 года получили основные второстепенные роли Лейлы Грант, финалиста музыкального телешоу, стремящейся к славе певицы и конкурентки Джульетты, и Зоуи, старой подруги Скарлетт, которая приезжает в город со своими скрытыми интересами, соответственно. Оливер Хадсон подписался играть нового главу студии, Чарли Бьюли получил роль очередного ухажера Джульетты, а Уилл Чейз присоединился к сериалу в роли звезды кантри, с которым у Рейны намечается роман.

## Актёры и персонажи
| - Конни Бриттон — Рейна Джеймс (22 эпизода) - Хайден Панеттьер — Джульетта Барнс (22 эпизода) - Клер Боуэн — Скарлетт О `Коннор (22 эпизода) - Крис Кармак — Уилл Лексингтон (17 эпизодов) - Эрик Клоуз — Тедди Конрад (21 эпизод) - Чарльз Истен — Дикон Клейборн (22 эпизода) - Джонатан Джексон — Эйвери Баркли (22 эпизода) - Сэм Палладио — Гуннар Скотт (22 эпизода) - Леннон Стелла — Мэдди Конрад (15 эпизодов) - Мэйси Стелла — Дафни Конрад (14 эпизодов) | - Чалей Роуз — Зоуи Далтон (19 эпизодов) - Эд Аматрудо — Гленн Гудман (19 эпизодов) - Джудит Хоаг — Тэнди Хэмптон (16 эпизодов) - Обри Пиплз — Лейла Грант Лексингтон (15 эпизодов) - Оливер Хадсон — Джефф Фордхэм (14 эпизодов) - Дэвид Элфор — Баки Дауэс (14 эпизодов) - Уилл Чейз — Люк Уилер (13 эпизодов) - Кристина Чанг — Меган Вэнн (13 эпизодов) - Дерек Кранц - Брент МакКинни (12 эпизодов) - Кимберли Уильямс-Пейсли — Пегги Кентер (7 эпизодов) - Чарли Бьюли — Чарльз Вентворт (7 эпизодов) - Михиль Хаусман — Лиам Маккигес (5 эпизодов) - Пауэрс Бут — Ламар Уайетт (5 эпизодов) | - Шарлотта Росс — Рут Беннетт (1 эпизод) - Дана Уиллер-Николсон — Беверли О’Коннор (2 эпизода) - Мишель Обама — в роли себя (1 эпизод) - Келли Кларксон — в роли себя (1 эпизод) - Брэд Пейсли — в роли себя (1 эпизод) - Конан О’Брайен — в роли себя (1 эпизод) - Робин Робертс — в роли себя (1 эпизод) - Марио Лопес — в роли себя (1 эпизод) - Мария Менунос — в роли себя (1 эпизод) - Zac Brown Band — в роли себя (1 эпизод) - Роберт Рэй Уиздом — Коулмен Карлайл (1 эпизод) |

## Эпизоды
| № общий | № в сезоне | Название                                    | Режиссёр        | Автор сценария                        | Дата премьеры    | Произв. код | Зрители в США (млн) |
| --- | ---------- | ------------------------------------------- | --------------- | ------------------------------------- | ---------------- | ----------- | ------------------- |
| 22 | 1          | «I Fall to Pieces»                          | Майкл Ваксман   | Ди Джонсон                            | 25 сентября 2013 | 201         | 6,50                |
| После автокатастрофы в финале первого сезона Рейна оказывается в коме, а Дикон в тюрьме, так как думает, что был за рулем и виновен. Скарлетт отказывает Гуннару, а тем временем её старая подруга Зоуи приезжает в город и устраивается в кафе официанткой. Джульетта на концерте, для пиара, говорит, что переживает за Рейну, популярность которой теперь зашкаливает из-за аварии и комы. Джульетта тем временем идет в больницу, где встречается с Мэдди. У Пегги случается выкидыш, однако она не сообщает об этом Тедди. Когда Рейна приходит в создание она сообщает, что не Дикон, а она была за рулём, а Тэнди узнает, что Ламар на самом деле был причастен к смерти её с Рейной матери в автокатастрофе много лет назад. |            |                                             |                 |                                       |                  |             |                     |
| 23 | 2          | «Never No More»                             | Кэлли Хоури     | Мередит Лавендер и Марси Юллин        | 2 октября 2013   | 202         | 5,98                |
| Новым главой Edgehill стал Джефф Фордхэм, который должен вернуть лейбл снова на вершину успеха, но ему нужны новые артисты. Рейна вернулась с восстановления и намерена продвигать свой лебл, на котором уже подписаны Скарлетт и Уилл. Джульетта тем временем встречается с ним, так как хочет обсудить своё новое, взрослое звучание на будущем альбоме, а тем временем злобная звезда музыкального реалити-шоу Лейла Грант создает угрозу карьере Джульетты. |            |                                             |                 |                                       |                  |             |                     |
| 24 | 3          | «I Don't Want to Talk About It»             | Пол Маккрейн    | Тайлер Бесингер                       | 9 октября 2013   | 203         | 5,84                |
| Развод Рейны и Тедди официально завершен и они начинают новую главу в жизни. Лиам возвращается, чтобы помочь Рейне завершить её будущий альбом, а Пегги тем временем начинает осуществлять свой план по возвращению Тедди. Джульетта дает концерт на закрытой вечеринке у одного миллиардера, который зак оказывается заинтересован в более тесном знакомстве с ней. Дикон хочет сблизиться с Мэдди, однако его старые проблемы с его собственным отцом омрачают ситуацию, а Скарлетт с Уиллом продолжают свой путь к успеху. |            |                                             |                 |                                       |                  |             |                     |
| 25 | 4          | «You're No Angel Yourself»                  | Джули Эбер      | Венди Кэлхун                          | 16 октября 2013  | 204         | 5,76                |
| Рейна отменяет оставшуюся часть их с Джульеттой тура, чтобы проводить больше времени с детьми. Тедди предлагает Пегги выйти за него, вследствие чего Мэдди сбегает из дома. Тэнди приближается к тайне смерти их с Рейной матери. |            |                                             |                 |                                       |                  |             |                     |
| 26 | 5          | «Don't Open That Door»                      | Майкл Гроссман  | Дана Гринблаттом                      | 23 октября 2013  | 205         | 5,46                |
| Рейне, несмотря на потерю голоса, приходится выйти на сцену благотворительного концерта. Гуннар, Эйвери и Зоуи пишут вместе песню. |            |                                             |                 |                                       |                  |             |                     |
| 27 | 6          | «It Must Be You»                            | Кейт Вудс       | Моника Мейсер                         | 30 октября 2013  | 206         | 5,25                |
| На ежегодном турнире по поло, Джульетта получает приглашение выступить на дне рождения жены миллионера Чарльза Вентворта, а Рейна тем временем ищет спонсоров её студии. Скарлетт воссоединяется с Эйвери. |            |                                             |                 |                                       |                  |             |                     |
| 28 | 7          | «She's Got You»                             | Марио Ван Пиблз | Дебра Фордхэм                         | 13 ноября 2013   | 207         | 5,52                |
| Свадьба Тедди и Пегги расстраивает Мэдди, так как она думает, что он теперь забудет о ней. Рейна тем временем сближается с Люком Уилером, Дикон выступает в кафе, а Джульетту ждет неожиданный ход от жены Чарли. |            |                                             |                 |                                       |                  |             |                     |
| 29 | 8          | «Hanky Panky Woman»                         | Эрик Штольц     | Дэвид Гулд                            | 20 ноября 2013   | 208         | 5,75                |
| Скарлетт оказывается в шоке на сцене, когда не слышит музыкантов из-за исправности аппаратуры, но Рейна приходит на помощь. Джульетта понимает, что Оливия и Чарли хотят, чтобы у них были отношения втроем, а Джефф тем временем угрожает Рейне выпустить её альбом без её воли. Пегги подделывает свой выкидыш. |            |                                             |                 |                                       |                  |             |                     |
| 30 | 9          | «I'm Tired of Pretending»                   | Кевин Даулинг   | Дэвид Хандельман                      | 4 декабря 2013   | 209         | 5,70                |
| Мэдди начинает брать уроки игры на гитаре у Дикона, чему крайне не рад Тедди. Рейна пытается урегулировать их конфликт, а Джульетта тем временем узнает, что Уэнтворты разводятся. Лейла сообщает TMZ, что Джульетта является любовницей Чарли. |            |                                             |                 |                                       |                  |             |                     |
| 31 | 10         | «Tomorrow Never Comes»                      | Патрик Норрис   | Мередит Лаванд и Марси Улин           | 11 декабря 2013  | 210         | 5,18                |
| Карьера Джульетты близка к краху после того, как публика возненавидела её за связь с женатым мужчиной. Она начинает искать того, кто слил информацию, и понимает, что это Лейла. Джефф тем временем говорит Лейле, что если это она подставила Джульетту, то лейбл не будет заключать с ней контракт. Рейна находит деньги и выкупает права на свои обязательства перед Edgehill и уходит. Уилл собирается покончить жизнь, бросившись под поезд, из-за своей тайны, а в ходе покушения на Тедди, Пегги попадает под перекрестный огонь. |            |                                             |                 |                                       |                  |             |                     |
| 32 | 11         | «I'll Keep Climbing»                        | Кэлли Хоури     | Тайлер Бесингер                       | 15 января 2014   | 211         | 5,10                |
| После похорон Пегги, Тедди хочет выяснить, кто стоял за киллером. Гуннар находит Уила в лесу и заставляет вернуться к работе. Келли Кларксон хочет записать написанную Гуннаром и Скарлетт песню, но Скарлетт отказывается в последний момент. Еще один гвоздь в крышку гроба карьеры Джульетты забивает вырванная из контекста видеозапись, на которой она произносит фразу, что нет бога. Рейна продолжает развивать свой лейбл, сталкиваясь с новыми препятствиями. |            |                                             |                 |                                       |                  |             |                     |
| 33 | 12         | «Just for What I Am»                        | Стивен Крэгг    | Бен Сент Джон и Молли Бакли Сент Джон | 22 января 2014   | 212         | 5,03                |
| Карьера Скарлетт поднимается на новый уровень после выступления с Zac Brown Band, а Рейна тем временем просит Дикона помочь ей с записью альбома. Джефф в ярости от стремительно падения продаж на концерты Джульетты. |            |                                             |                 |                                       |                  |             |                     |
| 34 | 13         | «It's All Wrong, But It's All Right»        | Бетани Руни     | Дебра Фордхэм                         | 29 января 2014   | 213         | 5,28                |
| Джефф увольняет Джульетту после её речи при получении награды, а Рейна тем временем поддерживает её смелость. ФБР находят Тэнди, которая боится, что Ламар убьет её, если она даст против него показания. Рейна решает, что Скарлетт нужно раскрыться при помощи Лиама и отправляет её записывать материал в его студию. Лиаму не нравится, что Скарлетт пытается быть не собой в песнях и она в итоге открывает ему печальные подробности из своего прошлого. Записывая песню «Black Roses», она начинает злоупотреблять таблетками. |            |                                             |                 |                                       |                  |             |                     |
| 35 | 14         | «Too Far Gone»                              | Патрик Норрис   | Моника Мейсер                         | 5 февраля 2014   | 214         | 5,16                |
| Ламар выходит из тюрьмы, но получает холодный прием от Тэнди. Тэнди вскоре сообщает Рейне, что это Ламар был виновен в смерти их матери и она сдала его властям. Тедди же говорит Рейне, что это Ламар нанял для него киллера, убившего Пегги. Рейна идет к нему с целью того, чтобы он рассказал ей всю правду, в ходе чего говорит ему, чтобы он больше не приближался к ней и семье. Джульетта тем временем прячется от мира у Эйвери, а Уилл делает так, чтобы Джефф уволил Брента. После того, как Ламар узнает, что это именно Тэнди сдала его властям, он умирает от сердечного приступа в кабинете Тедди. |            |                                             |                 |                                       |                  |             |                     |
| 36 | 15         | «They Don't Make 'Em Like My Daddy Anymore» | Патрик Норрис   | Моника Мейсер                         | 26 февраля 2014  | 215         | 4,77                |
| Рейна узнает, что Ламар умер, а тем временем их с Тэнди отношения портятся. Скарлетт чувствует себя одинокой и хочет отношений с Лиамом в то время как Эйвери, Гуннар и Зои решают создать трио. Гленн хочет уйти от Джульетты после её нового образа, однако она не хочет этого. |            |                                             |                 |                                       |                  |             |                     |
| 37 | 16         | «Guilty Street»                             | Дэвид Гроссман  | Сибил Гарднер                         | 5 марта 2014     | 216         | 5,09                |
| Джульетте предлагают контракты на запись поп-альбома, однако Эйвери не в восторге от этого. Рейна узнает, что Тэнди управляет финансами её лейбла, что затрудняет ей заключать контракты с новыми артистами. Джульетта просит Рейну взять её в свой лейбл. |            |                                             |                 |                                       |                  |             |                     |
| 38 | 17         | «We've Got Things to Do»                    | Рон Андервуд    | Дана Гринблатт                        | 12 марта 2014    | 217         | 5,08                |
| Рейна с Джульеттой пытаются найти компромисс в ходе их сотрудничества. Джульетта тем временем выбрасывает Уилла из своего тура, а Скарлетт говорит Рейне, что хочет чтобы Эйвери работал с ней над будущим альбомом. Дикона напрягают отношения Мэган с Тедди, а Мэдди тем временем не хочет учиться, так как все своё время посвящает музыке. |            |                                             |                 |                                       |                  |             |                     |
| 39 | 18         | «Your Wild Life's Gonna Get You Down»       | Джули Эбер      | Дэвид Гулд                            | 26 марта 2014    | 218         | 5,19                |
| Мэдди встречает сына Люка, который является знаменитостью, а Дикон узнает об измене Мэган. Уилл решает жениться на Лейле даже после того, как Джефф узнает, что он гей. |            |                                             |                 |                                       |                  |             |                     |
| 40 | 19         | «Crazy»                                     | Жан Де Сегонзак | Дебра Фордхэм                         | 2 апреля 2014    | 219         | 5,18                |
| После того, как Мэдди выкладывает своё видео, о том, что Дикон является её отцом узнает пресса и на The View это становится темой выпуска. Рейна пытается собрать Дикона и Тедди вместе, чтобы дать совместное интервью на шоу «Доброе утро, Америка». Биполярная мать Скарлетт - Беверли наносит ей неожиданный визит, после чего у неё случается нервный срыв прямо на сцене. |            |                                             |                 |                                       |                  |             |                     |
| 41 | 20         | «Your Good Girl's Gonna Go Bad»             | Марио Ван Пиблз | Мередит Лавендер и Марси Юллин        | 30 апреля 2014   | 220         | 4,62                |
| Скарлетт пытается справиться с последствиями кризиса, а Уилл с Лейлой получают предложение стать звездами реалити-шоу на небольшом канале. Джульетта, недовольная поддержкой Эйвери Скарлетт, занимается сексом с Джеффом. |            |                                             |                 |                                       |                  |             |                     |
| 42 | 21         | «All or Nothing with Me»                    | Майкл Ваксман   | Ди Джонсон                            | 7 мая 2014       | 221         | 4,70                |
| Рейна и Люк готовят концерт в Форт Кэмпбелл в честь армии США. Джульетта чувствует вину перед Эйвери, а Дикон и Мэдди проводят все больше времени вместе. |            |                                             |                 |                                       |                  |             |                     |
| 43 | 22         | «On the Other Hand»                         | Кэлли Хоури     | Кэлли Хоури                           | 14 мая 2014      | 222         | 5,24                |
| Рейна узнает, что Джефф ставит выпуск альбома Уилла в один день с её. Тедди тем временем помогает ей, дав выступить на крупном стадионе, а в ходе шоу Люк неожиданно предлагает ей выйти за него и она соглашается. Джульетта просит Эйвери не уходить от неё, а Скарлетт тем временем прощается с Гуннаром перед тем, как уехать из города. Уилл открывается Лейле, что он гей и камера в их доме записывает момент. В финале Дикон приходит к Рейне и просит её не выходить за Люка, предлагая ей обручальное кольцо. |            |                                             |                 |                                       |                  |             |                     |